# Шаховской, Никита Леонтьевич
Князь Никита Леонтьевич Шаховской — московский дворянин и воевода во времена правления Михаила Фёдоровича.
Из княжеского рода Шаховские. Второй сын князя Леонтия Ивановича Шаховского. Имел братьев, князей: Ивана Леонтьевича Большого и воеводу Ивана Леонтьевича Меньшого.

## Биография
В 1615 году записан в дворянах Зубцовской десятни. В 1617 году воевода в Каргополе. В 1625—1626 годах писец Белозёрского уезда. В 1627—1640 годах показан в московских дворянах. В 1630—1632 годах воевода в Кадоме. В 1633—1634 годах воевода в Арзамасе.

## Семья
От брака с неизвестной имел детей:
- Князь Шаховской Михаил Никитич — стольник и воевода.
- Князь Шаховской Степан Никитич (ум. 1674) — судья Судно-Московского приказа, женат на Устинье Савельевне Хитровой.